# غري دوجي (شيخ موسي)
غري دوجي (بالفارسية: گری) هي قرية تقع في إيران في قسم شیخ موسي الريفي. يقدر عدد سكانها بـ 2,331 نسمة .